# Пиренейски планински тритон
Пиренейски планински тритон (Calotriton asper) е вид земноводно от семейство Саламандрови (Salamandridae). Видът е почти застрашен от изчезване.

## Разпространение
Разпространен е в Андора, Испания и Франция.